# Lessons in Chemistry
Lessons in Chemistry är en amerikansk dramaserie vars första säsong hade premiär den 13 oktober 2023 på strömningstjänsten Apple TV+. Första säsongen består av åtta avsnitt. Serien är skapad av Lee Eisenberg som även skrivit seriens manus som i sin tur är baserat på Bonnie Garmus debutroman med samma namn. I huvudrollen som Elizabeth Zott ses Brie Larson.

## Handling
Serien utspelar sig i slutet av 1950-talet till början av 1960-talet och kretsar kring Elizabeth Zott som drömmer om att bli forskare. Karriären får dock ett plötsligt slut när hon upptäcker att hon är gravid. Samtidigt dör hennes partner och hon får sparken från laboratoriet där hon arbetar.

## Rollista i urval
| Brie Larson          | – Elizabeth Zott     |
| Lewis Pullman        | – Calvin Evans       |
| Aja Naomi King       | – Harriet Slone      |
| Stephanie Koenig     | – Fran Frask         |
| Patrick Walker       | – Wakely             |
| Thomas Mann          | – Boryweitz          |
| Kevin Sussman        | – Walter             |
| Beau Bridges         | – Wilson             |
| Ashley Monique Clark | – Martha Wakeley     |
| Derek Cecil          | – Dr. Robert Donatti |